# 查爾斯·惠斯通
查爾斯·惠斯通爵士（英語：Sir Charles Wheatstone，1802年2月6日—1875年10月19日，或譯惠司同），英國維多利亞時代的科學家、發明家。他發明了英格蘭六角手風琴、立體鏡（一種能顯示立體圖像的裝置）和波雷費密碼（一種加密技術），而他知名的发明是以他的名字命名的惠斯通電橋，能用來測量未知電阻器的電阻。

## 生平
1802年出生於格洛斯特，他的父親是該鎮的一名樂器銷售商，搬到倫敦後四年擔任教笛子的老師。查爾斯是他們的第二個兒子，起先就讀於一間鄰近格洛斯特的鄉村學校，在搬家後轉學至數間倫敦的學校。當中有一間學校位於肯寧頓，其擁有者卡索曼女士對他的迅速進步感到十分驚訝。身為一個男孩，他卻很害羞且敏感，平時喜歡躲在閣樓裡，沉浸在自己的思考中。

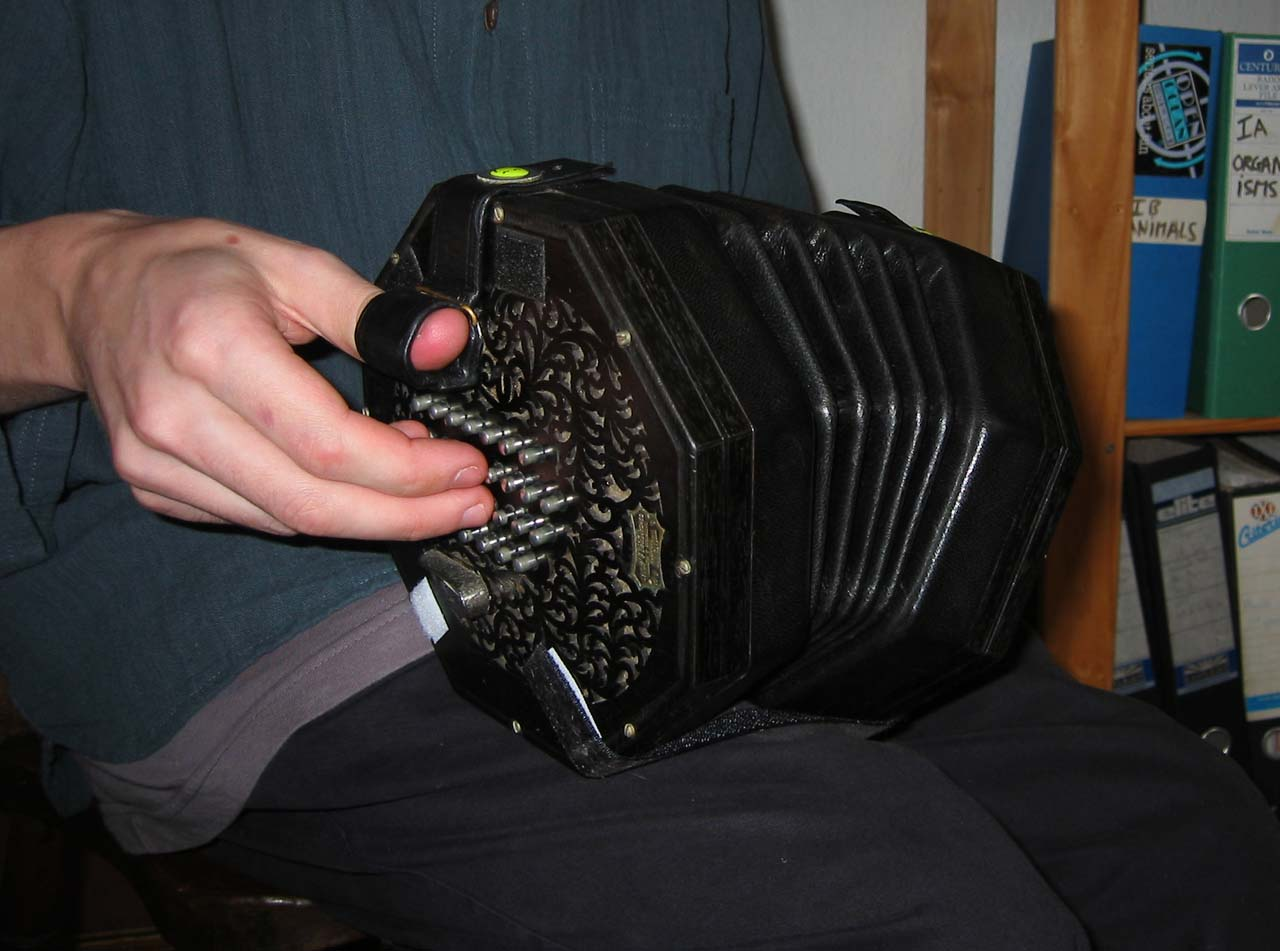
惠斯通英格蘭六角手風琴

十四歲那年，查爾斯·惠斯通在與他同名的叔叔之下做學徒。他的叔叔是一位倫敦的樂器製造商及銷售商，但查爾斯其實對手工或商業不怎麼感興趣，反而喜歡閱讀書籍。他父親也十分支持他的興趣，並將他帶離他的叔叔。
十五歲時，惠斯通翻譯了法文詩並譜了兩首歌曲，並將其中一首給了他的叔叔，他的叔叔卻在未署名作曲者是惠斯通的情況下
發表了出去。樂譜中一些里拉琴的部分更成了Bartolozzi一個雕刻上的題詞。他年紀雖小，卻擁有一雙纖細的眉毛和明亮的藍眼睛。他經常光顧帕摩爾附近的一間老書攤，那附近在當時還只是一條破舊且未鋪砌的街道。他將大部分的零用錢花在吸引他的書籍上，主題涵蓋童話故事、歷史及科學。有一天，他對一本關於伏打在電學上的發現的書感到興趣但錢不夠，於是他以一筆筆小錢慢慢存下來買到了這本書。然而它卻是以法文寫成的，讓他不得不花另一筆錢買字典。接著，在他的哥哥威廉的幫助下，惠斯通在他父親房子後面的廚房洗物槽用他自製的電池重現了書中描述的實驗。在組合電池當中他們卻遇到了一個問題一他們需要資金採購必要的銅板，但他們只剩幾個便士而已。惠斯通突然想到一個好主意：「我們何不使用便士本身當作銅板呢？」電池便很快就完成了。
1847年2月12日，惠斯通與艾瑪·韋斯特在馬里波恩舉行婚禮。艾瑪是位英俊的條頓商人的女兒，死於1866年，並留下五個年幼的孩子。惠斯通的家庭生活可以說是寧靜平和的。
雖然惠斯通在公開場合沉默寡言，但私底下的他一聊到他喜歡的研究，立刻變得思緒清晰，十分健談。亨利·泰勒爵士曾一次觀察到惠斯通在牛津的晚宴中與帕默斯頓爵士暢談電報的功能。

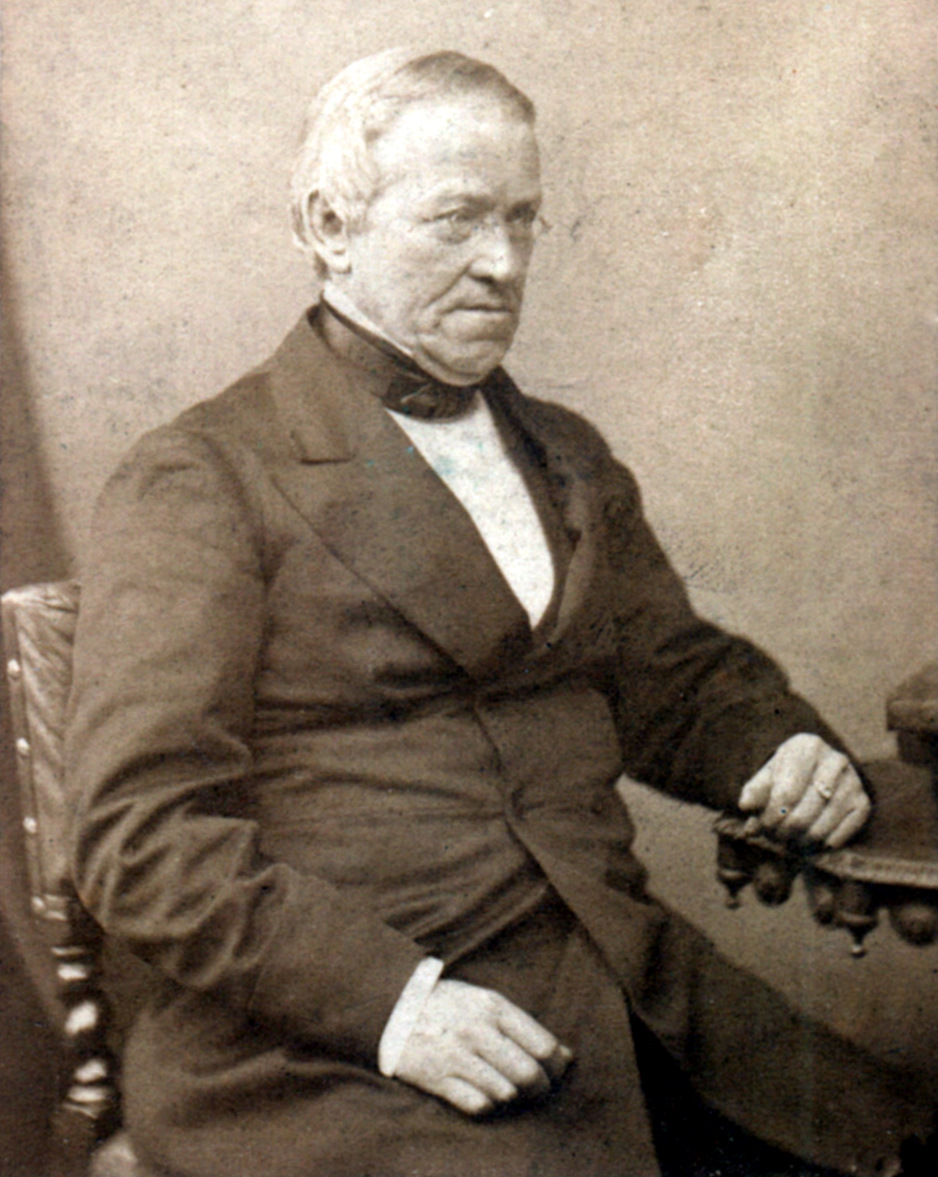
晚年惠斯通

惠斯通在1868年完成自動電報機的發明後便被封爵。在這之前他曾獲騎士級的榮譽勳章，更有分別來自國內外不同單位的34個榮譽證明了他的學術聲望。自1836年起他便成為英國皇家學會的一員，並分別在1859年、1873年當選瑞典皇家科學院與法國科學院的外國會員。1873年，法國促進國家工業協會授予他安培獎章。1875年，他成為英國土木工程師學會的榮譽會員。他是牛津大學的民法學博士和劍橋的法學博士。
在1875年秋天，惠斯通訪問了巴黎，期間投入完善海底電纜接收器的工作。然而他的感冒接連導致肺部發炎，於1875年10月19日去世。巴黎的英國聖公會教堂為他舉行了一場追思會，之後遺體被送往他在倫敦月牙公園的住家（今以一藍色匾額標示著）並葬於肯薩爾墓園。

## 惠斯通電橋
1843年惠斯通在英國皇家學會發表論文《An Account of Several New Processes for Determining the Constants of a Voltaic Circuit》，當中闡述了一個能用於測量導體電阻的平衡關係式。儘管早在1833年伍利奇皇家軍事學院的塞繆爾·亨特·克里斯蒂就在期刊《Philosophical Transactions》上提出，該方法仍被稱為惠斯通電橋，因它在惠斯通之後才重獲注意。 惠斯通的論文中使用了大量簡單實用的公式來從歐姆定律計算電流與電阻。他以一單位的電阻，即一英尺、一百格林重（6.5g）的銅線展示如何應用惠斯通電橋與已知電阻來測量銅線長度。他也因這篇論文被英國皇家學會授予獎章。 

## 外部連結
维基共享资源上的相關多媒體資源：查爾斯·惠斯通